# Jacques Nouvel
Jacques Nouvel, né le 31 janvier 1909 à Nantes et mort le 29 août 1997, est un vétérinaire et directeur de zoo français.
Il effectua sa carrière au Muséum national d'histoire naturelle, au sein de la chaire d'Éthologie des animaux sauvages. Il prit, en 1946, la succession d'Achille Urbain à la tête de la chaire.
À ce titre de professeur, il dirigea, de 1946 à 1979, le Parc zoologique de Vincennes et la Ménagerie du Jardin des plantes à Paris. Il eut Jean Rinjard pour sous-directeur au Parc zoologique de Vincennes.
Jacques Nouvel eut à diriger ces établissements dans un contexte difficile (l'histoire naturelle étant, en pleine croissance économique, souvent considérée comme une « discipline mineure » et obsolète, et le Muséum manquant cruellement de fonds pour rénover ses installations). Durant son mandat, les plus grandes espèces (éléphant, girafe, lion, tigre, gorille, chimpanzé, ours), furent progressivement transférées au zoo de Vincennes à mesure que le respect des droits de l'animal entrait dans les mœurs humaines. En effet, les installations de petite taille, impossibles à agrandir dans l'espace enclavé de la Ménagerie, n'offraient pas des conditions de vie compatibles avec les besoins de ces espèces (ce que certains défenseurs des animaux lui imputèrent personnellement, allant jusqu'à taguer des insultes contre lui sur les portails de Ménagerie et du zoo de Vincennes). C'est sous sa direction que l'orang-outan Nénette arrive à la Ménagerie, le 16 juin 1972.